# مغامرة الدائرة الحمراء
مغامرة الدائرة الحمراء (بالإنجليزية: The Adventure of the Red Circle)‏ هي قصة قصيرة من القصص ال(56) حول شيرلوك هولمز التي كتبها الكاتب البريطاني آرثر كونان دويل، ضمن المجموعة القصصية قوسه الأخير.
في عام 1994 قام بيتر لينغ بتحويل قصة الدائرة الحمراء إلى دراما إذاعية لقناة بي بي سي راديو 4 بطولة (كليف ميريسون) بدور هولمز، و(مايكل ويليامز) بدور واتسون، و(جوان سيمز) بدور السيدة وارن.

## الترجمة العربية
مغامرة الدائرة الحمراء، مؤسسة هنداوي، ترجمة زينب عاطف ومراجعة مصطفى محمد فؤاد.

## وصلات خارجية
- كتاب مجاني: "The Adventure of the Red Circle" على مشروع غوتنبرغ
- produced by إي تي في غرناطة (1994)